# 駅前 (郡山市)
駅前（えきまえ）は、福島県郡山市に所在する町丁である。郵便番号は963-8002。

## 地理
郡山市役所本庁所管地域である市街中心部に属する。北東で東宿、東で燧田、達中場、南東で兵庫田、南で本町、西で中町、西から北にかけ大町とそれぞれ隣接する。JR郡山駅西口市街地にあり、住居表示が実施されている。郡山駅西口に面する商業地域であり、駅正面から西に延びる駅前大通りを境に南に一丁目、北に二丁目が設置されている。駅前大通りや南側の陣屋通り、代官小路周辺及び北側の日の出通り、アーケード街周辺に歓楽街が広がるほか、ホテルや商業施設が複数立地する。駅前に所在する郡山警察署駅前交番、および堂前町に所在する郡山消防署本署がそれぞれ管轄にあたる。

## 世帯数と人口
2025年1月1日現在の世帯数と人口は以下の通りである。
| 町丁 | 世帯数  | 人口  |
| ---- | ------- | ----- |
| 駅前 | 203世帯 | 348人 |

## 小・中学校の学区
市立小・中学校に通う場合、学区は以下の通りとなる。
| 番地 | 小学校             | 中学校                 |
| ---- | ------------------ | ---------------------- |
| 全域 | 郡山市立金透小学校 | 郡山市立郡山第二中学校 |

## 交通

### 鉄道
- JR東日本東北新幹線、東北本線郡山駅

※鉄道施設類は東隣の燧田や東宿などに位置し、当域内には西口駅前広場である。

### 道路
- 福島県道17号郡山停車場線（旧国道4号昭和通り、駅前大通り）
- 福島県道65号小野郡山線
- 一級市道31号大町大槻線
- 一級市道75号向河原大町線（美術館通り）
- 一般市道駅前二丁目長者二丁目線（都市計画道路 日の出通り線）
- 一般市道駅前一丁目中町2号線（フロンティア通り）
- 一般市道駅前一丁目中町3号線（代官小路）
- 一般市道中町駅前一丁目線（陣屋通り）

## 施設等
- 福島県警察郡山警察署 駅前交番
- 寿泉堂綜合病院
- 郡山駅前郵便局
- NTT東日本 郡山支店
- 郡山ビッグアイ
  - モルティ（商業施設）
  - 福島県立郡山萌世高等学校
  - 郡山市市民サービスセンター
  - 高柳電設工業スペースパーク
- ATi郡山
  - ヨドバシカメラマルチメディア郡山
- 郡山テアトル
- ダイワロイネットホテル 郡山駅前
  - 東邦銀行 郡山駅前支店
- 郡山シティホテル
- ホテルリブマックス 福島郡山駅前
- アパホテル郡山駅前
- チサンホテル 郡山
- 郡山野村證券ビル
  - 野村證券 郡山支店
- 大和証券 郡山支店
- 日本生命郡山駅前ビル